# طيطوي نوردمان
طيطوي نوردمان (الاسم العلمي: Tringa guttifer) هو نوع من فصيلة دجاج الارض.